# Cogna Educação
Cogna Educação (anteriormente Kroton Educacional), está entre as 50 maiores empresas de educação do mundo em valor de mercado. Foi fundada em 1966 em Belo Horizonte a partir da criação de uma empresa de cursos pré-vestibular chamada Pitágoras, a Kroton atua em todos níveis escolares, tais como: pré-escolar, ensino primário e secundário, ensino secundário para adultos, vestibular, cursos livres, educação superior, pós-graduação, entre outros.
Em novembro de 2022, a Kroton contava com mais de 985 mil estudantes na modalidade presencial e EAD distribuídos nos 124 campi e 2 628 polos credenciados, 62 mil alunos de pós-graduação pela Platos, além de 2 milhões de estudantes atendidos pela Vasta na educação básica em aproximadamente 5,4 mil escolas associadas em todos os estados do Brasil.
A empresa também está envolvida na distribuição, atacado, varejo, importação, e exportação de livros didáticos e revistas entre outras publicações. Além disso, ela licencia produtos pedagógicos relacionados com a escola. A empresa opera as marcas Pitágoras, UNIC, UNOPAR, UNIME, Ceama, Unirondon, FAIS, FAMA, União, Uniderp e Anhanguera. Ela também opera 804 escolas associadas no Brasil sob a marca Pitágoras, bem como 5 escolas parceiras no Japão e 1 escola parceira no Canadá.

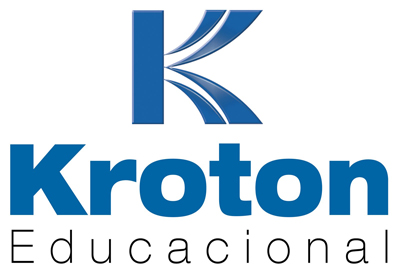
Antigo logotipo da Kroton Educacional.

É a maior empresa brasileira no segmento de ensino superior para o número de alunos e de receita. Em julho de 2014, a empresa fundiu-se com o seu maior rival Anhanguera Educacional convertendo-se na maior empresa de ensino superior do mundo por capitalização de mercado, abrindo uma grande lacuna entre seus concorrentes mais próximos.
Em 1 de junho de 2016, fez nova oferta para a compra da sua concorrente, a Estácio. O negócio foi avaliado em 5,5 bilhões de reais, porém em 28 de julho de 2017 a aquisição não foi aprovada pelo Conselho Administrativo de Defesa Econômica (CADE), órgão antitruste brasileiro, por julgar que a operação geraria vários níveis de concentração, inclusive com a formação de monopólios.